# National League 2023-24
La temporada 2023-24 de la National League conocida como la Vanarama National League por motivos de patrocinio, fue la novena temporada de la quinta división inglesa, desde su creación en 2015.
Un total de 24 equipos participaron en la competición, incluyendo 18 equipos de la temporada anterior, 2 provenientes de la National League North 2022-23, 2 provenientes de la National League South 2022-23 y 2 provenientes de la Football League Two 2022-23.

## Ascensos y descensos
| Pos      | de National League a EFL Two |
| -------- | ---------------------------- |
| 1º       | Wrexham                      |
| Play-off | Notts County                 |

| Pos | de EFL Two a National League |
| --- | ---------------------------- |
| 23º | Hartlepool United            |
| 24° | Rochdale                     |

| Pos         | de NL North & South a National League |
| ----------- | ------------------------------------- |
| 1º N.       | AFC Fylde                             |
| 1º S.       | Ebbsfleet United                      |
| Play-off N. | Kidderminster Harriers                |
| Play-off S. | Oxford City                           |

| Pos | de National League a NL North & South |
| --- | ------------------------------------- |
| 21º | Torquay United                        |
| 22º | Yeovil Town                           |
| 23º | Scunthorpe United                     |
| 24º | Maidstone United                      |

## Clasificación
El campeón de este torneo, ascenderá directamente a la EFL League Two, los clubes ubicados del segundo al tercer puesto disputarán las semifinales de la eliminatoria y del cuarto al séptimo lugar, la primera ronda de la eliminatoria, para determinar al segundo ascenso. Por otro lado, los cuatro equipos de peor ubicación en la tabla, descenderán directamente a la National League North (si son los equipos del Norte) o al National League South (si son los equipos del Sur).
 Actualizado al 21 de abril de 2024
|  | Pos. | Equipo                     | PJ | PG | PE | PP | GF  | GC | Dif. | Pts. |
|  | ---- | -------------------------- | -- | -- | -- | -- | --- | -- | ---- | ---- |
|  | 1.   | Chesterfield (A)           | 46 | 31 | 5  | 10 | 106 | 65 | +41  | 98   |
|  | 2.   | Barnet                     | 46 | 26 | 8  | 12 | 91  | 60 | +31  | 86   |
|  | 3.   | Bromley (A)                | 46 | 22 | 15 | 9  | 73  | 49 | +24  | 81   |
|  | 4.   | Altrincham                 | 46 | 22 | 11 | 13 | 84  | 59 | +25  | 77   |
|  | 5.   | Solihull Moors             | 46 | 21 | 13 | 12 | 71  | 62 | +9   | 76   |
|  | 6.   | Gateshead                  | 46 | 22 | 9  | 15 | 88  | 64 | +24  | 75   |
|  | 7.   | FC Halifax Town            | 46 | 19 | 14 | 13 | 58  | 50 | +8   | 71   |
|  | 8.   | Aldershot Town             | 46 | 20 | 9  | 17 | 74  | 83 | -9   | 69   |
|  | 9.   | Southend United            | 46 | 21 | 12 | 13 | 70  | 45 | +25  | 65   |
|  | 10.  | Oldham Athletic            | 46 | 15 | 18 | 13 | 63  | 60 | +3   | 63   |
|  | 11.  | Rochdale                   | 46 | 16 | 14 | 16 | 69  | 64 | +5   | 62   |
|  | 12.  | Hartlepool United          | 46 | 17 | 9  | 20 | 70  | 82 | -12  | 60   |
|  | 13.  | Eastleigh                  | 46 | 16 | 11 | 19 | 73  | 87 | -14  | 59   |
|  | 14.  | Maidenhead United          | 46 | 15 | 13 | 18 | 60  | 67 | -7   | 58   |
|  | 15.  | Dagenham & Redbridge       | 46 | 14 | 14 | 18 | 69  | 63 | +6   | 56   |
|  | 16.  | Wealdstone                 | 46 | 15 | 11 | 20 | 60  | 72 | -12  | 56   |
|  | 17.  | Woking                     | 46 | 15 | 10 | 21 | 49  | 55 | -6   | 55   |
|  | 18.  | Fylde                      | 46 | 15 | 10 | 21 | 74  | 82 | -8   | 55   |
|  | 19.  | Ebbsfleet United           | 46 | 14 | 12 | 20 | 59  | 74 | -15  | 54   |
|  | 20.  | York City                  | 46 | 12 | 17 | 17 | 55  | 69 | -14  | 53   |
|  | 21.  | Boreham Wood (D)           | 46 | 12 | 16 | 18 | 59  | 73 | -14  | 52   |
|  | 22.  | Kidderminster Harriers (D) | 46 | 11 | 13 | 22 | 40  | 59 | -19  | 46   |
|  | 23.  | Dorking Wanderers (D)      | 46 | 12 | 9  | 25 | 54  | 85 | -31  | 45   |
|  | 24.  | Oxford City (D)            | 46 | 8  | 9  | 29 | 54  | 94 | -35  | 33   |

Pts. = Puntos; P. J. = Partidos jugados; G. = Partidos ganados; E. = Partidos empatados; P. = Partidos perdidos; G. F. = Goles a favor; G. C. = Goles en contra; Dif. = Diferencia de goles
(A) Ascendido 

(D) Descendido 

|  | Asciende a la Football League Two                    |
|  | Clasificado para las semifinales play-off de ascenso |
|  | Clasificado para el play-off de ascenso              |
|  | Desciende a Conference North o National League South |

## Play-offs
|  | Eliminación preliminar | Eliminación preliminar | Eliminación preliminar |                |       | Semifinal | Semifinal      | Semifinal      |       |  | Final | Final | Final |  |
|  |                        |                        |                        |                |       |           |                |                |       |  |       |       |       |  |
|  |                        |                        |                        |                |       |           |                |                |       |  |       |       |       |  |
|  | 5                      | Solihull Moors         | 4                      |                |       |           |                |                |       |  |       |       |       |  |
|  | 5                      | Solihull Moors         | 4                      |                |       |           |                |                |       |  |       |       |       |  |
|  | 7                      | Halifax Town           | 2                      |                |       |           |                |                |       |  |       |       |       |  |
|  | 7                      | Halifax Town           | 2                      |                | 2     | Barnet    | 0              |                |       |  |       |       |       |  |
|  |                        |                        |                        |                | 2     | Barnet    | 0              |                |       |  |       |       |       |  |
|  |                        |                        | 5                      | Solihull Moors | 4     |           |                |                |       |  |       |       |       |  |
|  |                        |                        | 5                      | Solihull Moors | 4     |           |                |                |       |  |       |       |       |  |
|  |                        |                        |                        |                |       |           |                |                |       |  |       |       |       |  |
|  |                        |                        |                        |                |       |           |                |                |       |  |       |       |       |  |
|  |                        |                        |                        |                |       |           | Solihull Moors | Solihull Moors | 2 (3) |  |       |       |       |  |
|  |                        |                        |                        |                |       |           |                |                | 2 (3) |  |       |       |       |  |
|  |                        |                        | Bromley                | Bromley        | 2 (4) |           |                |                |       |  |       |       |       |  |
|  |                        |                        | Bromley                | Bromley        | 2 (4) |           |                |                |       |  |       |       |       |  |
|  |                        |                        |                        |                |       |           |                |                |       |  |       |       |       |  |
|  |                        |                        |                        |                |       |           |                |                |       |  |       |       |       |  |
|  |                        | 3                      | Bromley                | 3              |       |           |                |                |       |  |       |       |       |  |
|  |                        |                        |                        | 3              |       |           |                |                |       |  |       |       |       |  |
|  |                        |                        | 4                      | Altrincham     | 1     |           |                |                |       |  |       |       |       |  |
|  |                        |                        | 4                      | Altrincham     | 1     |           |                |                |       |  |       |       |       |  |
|  |                        |                        |                        |                |       |           |                |                |       |  |       |       |       |  |
|  |                        |                        |                        |                |       |           |                |                |       |  |       |       |       |  |
|  |                        |                        |                        |                |       |           |                |                |       |  |       |       |       |  |
|  |                        |                        |                        |                |       |           |                |                |       |  |       |       |       |  |